# Bruno Vattovaz
Bruno Vattovaz, född 20 februari 1912 i Koper, död 5 oktober 1943, var en italiensk roddare.
Vattovaz blev olympisk silvermedaljör i fyra med styrman vid sommarspelen 1932 i Los Angeles.